# Bóbitás gibbon
A bóbitás gibbon (Nomascus concolor) más rendszertanokban (Hylobates concolor) egy Délkelet-Ázsia esőerdőiben és monszunerdőiben élő gibbonfaj.

## Megjelenése
Bundája a többi emberszabású majoméhoz képest rendkívül tömött.
A nemek színük alapján jól megkülönböztethetőek; a hím fekete, különálló fehér arcpamaccsal, a kifejlett nőstény bundája világos sárgásbarna színű.
Tömege 6–7 kg; élettartama 25 év körül van.
Legfeltűnőbb sajátossága a hosszú karja amely elérheti a testhossz 2,3-2,6 –szorosát. Ezek a hosszú karok különösen nagy fogáshosszt tesznek lehetővé. Helyváltoztatásuk egyedülálló az állatvilágban; függeszkedve, fogásról fogásra haladnak anélkül hogy a lábukat használnák.
Magyarországon Győrben és Nyíregyházán tartják őket.

## Életmódja
Teljesen az erdei életmódhoz alkalmazkodott, nappali állat. A lombkorona szintjén közlekedik akrobatikus ügyességgel, a fákon pihen és alszik. Táplálékát: gyümölcsöket, fiatal leveleket, hajtásokat, rovarokat is az ágak között találja meg.
A többi gibbonhoz hasonlóan monogám párkapcsolatban él; énekével tartja a kapcsolatot a család többi tagjával, illetve jelzi a területét.
Természetes életközösségekben a kölykök a szülőpár társaságában élnek. A szülőkkel többnyire két, néha három újszülött és serdülő él együtt. Életük első három vagy négy hónapjában a kicsik folyamatosan az anyjuk mellkasán kapaszkodnak, ujjaikkal szabályosan a bundába fonódnak. Eleinte csak pihenés közben, majd a kölyök cseperedésével az elszakadás távolsága és időtartama növekszik.
Hat-hétéves korukban a fiatal gibbonok ivaréretté válnak. Ilyenkor az azonos nemű szülők az idő előrehaladtával egyre agresszívebben viselkednek. Az utód elkezdi a maga útját járni, kapcsolata lazább lesz a csoporttal.

## Alfajai
- Nomascus concolor lu (Delacour, 1951), Laoszban él
- Nomascus concolor concolor (Harlan, 1826) Kína Jünnan tartományában és Vietnámban fordul elő.
- Nomascus concolor furvogaster (Ma & Wang, 1986) Kína Jünnan tartományában él.
- Nomascus concolor jingdongensis (Ma & Wang, 1986) Kína Jünnan tartományában található.